# Robert Bériau
Robert Bériau est un homme d'affaires Canadian, actionnaire dans diverses entreprises, administrateur sur le conseil d'administration de plusieurs entreprises et conseiller à la haute direction d'entreprises privées. Il a fondé son entreprise en 1996, après avoir été directeur principal pendant plus de 15 ans pour deux cabinets internationaux de conseillers/ vérificateurs  (Deloitte Touche et RCGT), développeur industriel et enseignant en mise en marché à l'Université Laval (Canada) pendant 5 ans.
Il fut également conseiller spécial auprès d'un fabricant international de synthétiseurs.
Il est également un athlète de haut niveau, ayant participé à près de cinq cents compétitions d’athlétisme à travers le monde, dont plus d’une centaine de marathon et détenteur 
de quelques records. Champion canadien master2 sur marathon en 2007, il demeure toujours actif en compétition en athlétisme , en ski de fonds et en vélo de route. Depuis plus de 30 ans, il est également compositeur et musicien. Au cours de sa carrière, il a étudié la flûte (3 ans), la guitare (10 ans), la lecture musicale et le piano (4 ans). Il est impliqué dans la musique rock depuis la fin des années 70 et claviériste et compositeur au sein de groupes de rock canadiens. Sa musique flirte entre le rock progressif, le rock alternatif, le jazz et le classique.

## Instruments
- piano acoustique
- claviers et synthétiseur
- guitare électrique et acoustique
- flute
- basse

## Discographie
- « Selfishness : Source of War & Violence », Robert Bériau, 2008  (Beriau International Records, ROB0008)
- « Aberrations » - Qwaarn, 2007 (Unicorn Records, UNCR5048)
- « Falling Back To Where I Began »   Robert Bériau, 2005 (Ipso Facto IF2023)